# Dichorragia distinctus
Dichorragia distinctus är en fjärilsart som beskrevs av Johannes Karl Max Röber 1894. Dichorragia distinctus ingår i släktet Dichorragia och familjen praktfjärilar. Inga underarter finns listade i Catalogue of Life.